# Transsylvanska panoramat

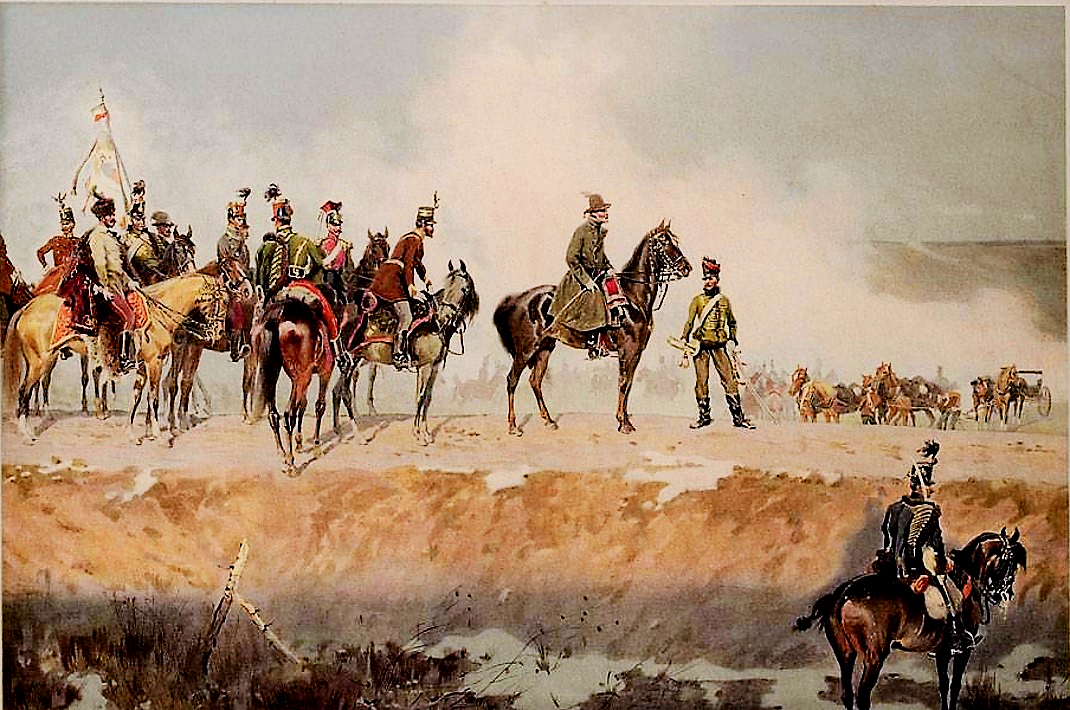
General Józef Bem med sällskap, fragment av Transsylvanska panoramat.

Transsylvanska panoramat (polska: Panorama siedmiogrodzka) var en cykloramamålning, som framställde ett slag under ungerska revolutionen 1848–1849.
Förslaget att utföra en monumentalmålning framlades av ett antal ungrare, som ville fira 50-årsdagen av den ungerska revolutionen. Målningen gjordes av ett antal ungerska, polska och tyska konstnärer under ledning av Jan Styka i Rotundan i Stryjski Park i Lwów, samma ställe som Racławice Panorama målades i. Projektet slutfördes i september 1897.
Målningens motiv är slaget vid Nagyszeben, som utkämpades den 11 mars 1849 mellan den ungerska transsylvanska armén, ledd av den polska generalen Józef Bem, och en koalition av österrikiska och ryska arméer, ledda av generalerna Anton Puchner och Grigory Skariatin.
Målningen ställdes ut i Lwów, Budapest och Warszawa. Den skars sedan itu i bitar för försäljning. 31 av dessa är bevarade, varav 20 finns i polska museer i Tarnów, Warzawa, Krosno och Łęczyca. Elva bitar finns i privata samlingar i Polen och i andra länder.

## Medverkande målare
- Ungrarna Tihamér Margitay, Pál Vágó och Bela Spanyi
- Polackerna Tadeusz Popiel, Zygmunt Rozwadowski och Michał Gorstkin-Wywiórski
- Tysken Leopold Schönchen